# Seznam nizozemských královen
Následující tabulka uvádí manželky (manžele) vládnoucího nizozemského krále (královny). 
| Holandská královna                   |                                 |                          |                   |                 |                                               |                                     |                  |                           |
| Portrét                              | Jméno                           | Dynastie                 | Narození          | Sňatek          | Královnou/princem manželem od                 | Královnou/princem manželem do       | Úmrtí            | Manžel/ka                 |
|                                      | Hortense de Beauharnais         | de Beauharnais           | 10. duben 1783    | 4. leden 1802   | 5. červen 1806 manželovo nastoupení na trůn   | 1. červenec 1810 manželova abdikace | 5. říjen 1837    | Ludvík Bonaparte          |
| Nizozemské královny/princové manželé |                                 |                          |                   |                 |                                               |                                     |                  |                           |
|                                      | Vilemína Pruská                 | Hohenzollernové          | 18. listopad 1774 | 1. říjen 1791   | 6. prosinec 1813 manželovo nastoupení na trůn | 12. říjen 1837                      | 12. říjen 1837   | Vilém I. Nizozemský       |
|                                      | Anna Pavlovna Ruská             | Romanov-Holstein-Gottorp | 18. leden 1795    | 21. únor 1816   | 7. říjen 1840 manželovo nastoupení na trůn    | 7. březen 1849 úmrtí manžela        | 1. březen 1865   | Vilém II. Nizozemský      |
|                                      | Žofie Württemberská             | Württemberkové           | 17. červen 1818   | 18. červen 1839 | 7. březen 1849 manželovo nastoupení na trůn   | 3. červen 1877                      | 3. červen 1877   | Vilém III. Nizozemský     |
|                                      | Emma Waldecko-Pyrmontská        | Waldeck-Pyrmont          | 2. srpen 1858     | 7. leden 1879   | 7. leden 1879                                 | 23. listopad 1890 úmrtí manžela     | 20. březen 1934  | Vilém III. Nizozemský     |
|                                      | Jindřich Meklenbursko-Zvěřínský | Meklenburští             | 19. duben 1876    | 7. únor 1901    | 7. únor 1901                                  | 3. červenec 1934                    | 3. červenec 1934 | Vilemína Nizozemská       |
|                                      | Bernhard Lippsko-Biesterfeldský | Páni z Lippe             | 29. červen 1911   | 8. září 1936    | 6. září 1948 nástup manželky na trůn          | 30. duben 1980 manželčina abdikace  | 1. prosinec 2004 | Juliána Nizozemská        |
|                                      | Claus van Amsberg               | Amsberkové               | 6. září 1926      | 10. březen 1966 | 30. dubna 1980 nástup manželky na trůn        | 6. října 2002                       | 6. října 2002    | Beatrix Nizozemská        |
|                                      | Máxima Zorreguieta Cerruti      | Zorreguieta Cerruti      | 17. květen 1971   | 2. únor 2002    | 30. dubna 2013 nástup manžela na trůn         | ---                                 | ---              | Vilém-Alexandr Nizozemský |